# Il padrone del mondo (film 1983)
Il padrone del mondo è un film del 1983 diretto da Alberto Cavallone con lo pseudonimo di Dirk Morrow.

## Trama
Agli albori dell'umanità, nell'era paleolitica, le tribù Akray e Kon s'affrontano in lotte violente, condotte con istinto animalesco. Per i guerrieri Kon la lotta per la supremazia della foresta, quindi del territorio, è l'inizio dell'irreversibile processo verso la perfezione fisica e tattica dell'uomo.